# Чвабіані
Чвабіані (груз. ჩვაბიანი) — село в Грузії.
За даними перепису населення 2014 року в селі проживає 111 осіб.